# نجاح تناسلي
النجاح التناسلي أو النجاح التكاثري يُعَرَّف على أنه النجاح في تمرير الجينات لجيل لاحق يستطيع هو أيضا بدوره تمريرها للأجيال اللاحقة. واستخدام المصطلح العملي يدل على السجل لعدد النسل الذي ينجبه الفرد. وتعريف أصح وأدق للنجاح التناسلي هو إنجاب نسل خصب. فمثلاً البغل الناتج عن تزاوج الحمار والحصان لا يُعد نجاحا تناسليا إذ انه عقيم ولا يستطيع إنجاب نسل وتمرير جيناته.
النجاح التناسلي يدخل في قياس الصلاحية التطورية، وهو عنصر هام في نظرية التطور والاصطفاء الطبيعي.